# Fernando Paternoster
Fernando Paternoster (Pehuajó, Argentina, 24 de mayo de 1903-Buenos Aires, 6 de junio de 1967) fue un jugador argentino, en el cual se desempeñaba como defensa central y después del retiro como director técnico en Colombia y Ecuador. Fue un gran promotor del fútbol en esos países.

## Trayectoria

### Como jugador

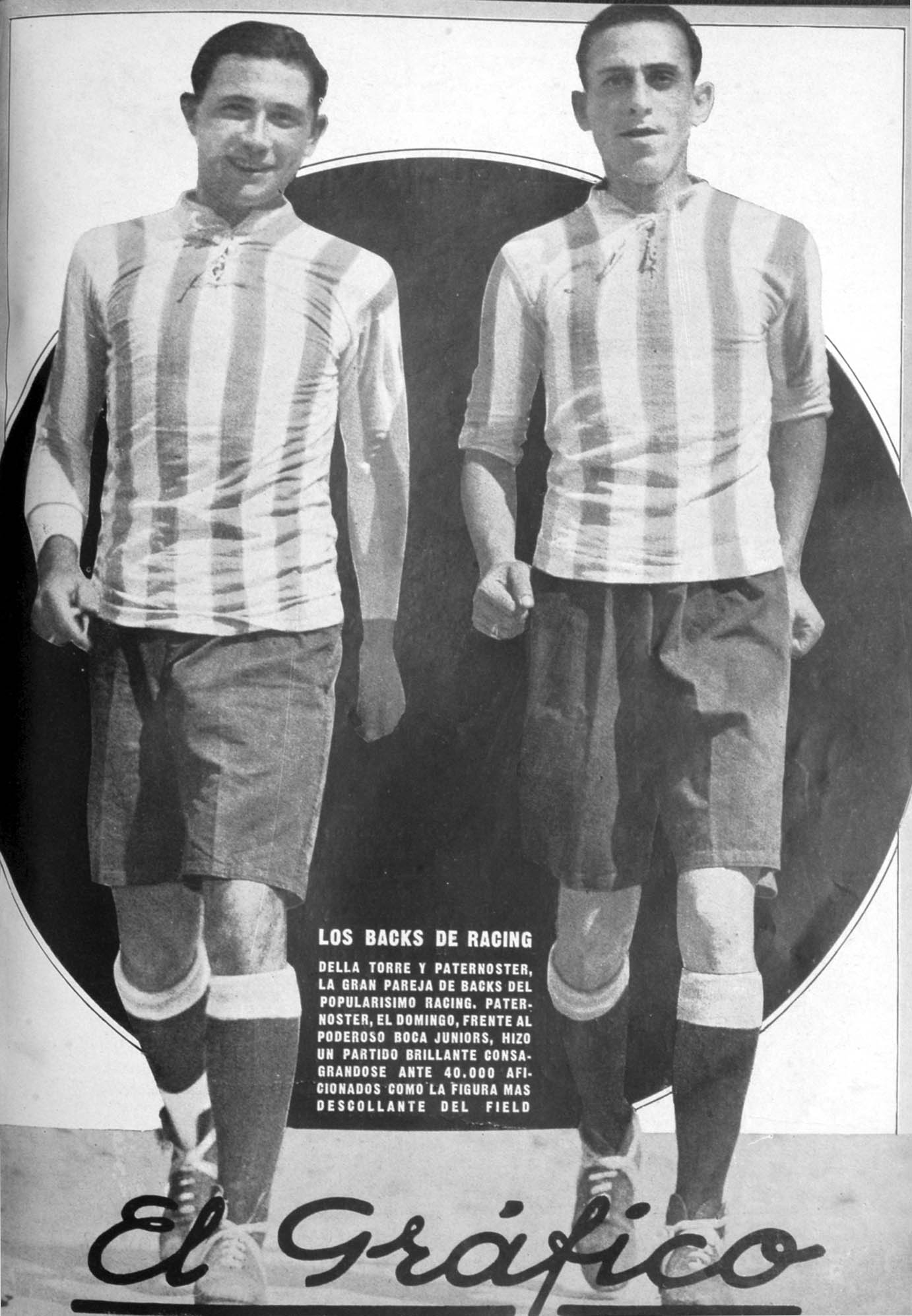
Della Torre y Paternoster en Racing.

Empezó su carrera en el Club Atlético Atlanta en 1919 cuando llegó a las divisiones menores. Fue subido al primer plantel en 1921. Estuvo 5 años hasta que en 1927 pasó a Racing de Avellaneda donde permaneció hasta 1932. Se retiró en Argentinos Juniors en 1936 jugando un solo partido. Participó con la Selección de fútbol de Argentina en el Mundial 1930 consiguiendo el subcampeonato. Fue el primero en fallar un penal en la historia de las copas del mundo; en un partido contra México ante el portero Óscar Bonfiglio.

### Como entrenador
Comenzó su carrera dirigiendo a Deportivo Municipal de Bogotá (equipo que daría origen a Millonarios) en 1938. Ese mismo año fue elegido para dirigir a la Selección Colombiana de Fútbol durante los Juegos Bolivarianos, en 1948 fue entrenador del América de Cali y logró un honoroso 5 lugar. Luego dirigió al Atlético Nacional de Colombia quedando campeón en 1954. Partió para Ecuador para dirigir al Emelec, club al que lo sacó campeón nacional invicto en 1965 y campeón de Guayaquil en 1962, 1964 y 1966.

## Clubes

### Futbolista
| Club                | País      | Año         |
| ------------------- | --------- | ----------- |
| Selección Argentina | Argentina | 1928 - 1930 |
| Atlanta             | Argentina | 1921 - 1926 |
| Progresista         | Argentina | 1926        |
| Racing Club         | Argentina | 1927 - 1932 |
| Argentinos Juniors  | Argentina | 1936        |

### Entrenador
| Club                     | País     | Año         |
| ------------------------ | -------- | ----------- |
| Club Deportivo Municipal | Colombia | 1938-1939   |
| Selección de Colombia    | Colombia | 1938        |
| América de Cali          | Colombia | 1948        |
| Atlético Nacional        | Colombia | 1948 - 1951 |
| Atlético Nacional        | Colombia | 1954 - 1956 |
| Unión Magdalena          | Colombia | 1959        |
| Aucas                    | Ecuador  | 1960        |
| Emelec                   | Ecuador  | 1962 - 1966 |

## Selección nacional

### Participaciones en Juegos Olímpicos
| Juegos Olímpicos      | Sede         | Resultado        | Partidos | Goles |
| --------------------- | ------------ | ---------------- | -------- | ----- |
| Juegos Olímpicos 1928 | Países Bajos | Medalla de Plata | 5        | 0     |

### Participaciones en Copas del Mundo
| Mundial           | Sede    | Resultado  | Partidos | Goles |
| ----------------- | ------- | ---------- | -------- | ----- |
| Copa Mundial 1930 | Uruguay | Subcampeón | 4        | 0     |

### Participaciones en Copas América
| Copa              | Sede      | Resultado | Partidos | Goles |
| ----------------- | --------- | --------- | -------- | ----- |
| Copa América 1929 | Argentina | Campeón   | 3        | 0     |

## Palmarés como futbolista

### Nacionales
| Título             | Club        | País      | Año  |
| ------------------ | ----------- | --------- | ---- |
| Copa Beccar Varela | Racing Club | Argentina | 1932 |

### Internacionales
| Título       | Club                | País      | Año  |
| ------------ | ------------------- | --------- | ---- |
| Copa América | Selección Argentina | Argentina | 1929 |

## Palmarés como entrenador

### Nacionales
| Título                | Club              | País     | Año  |
| --------------------- | ----------------- | -------- | ---- |
| Campeonato colombiano | Atlético Nacional | Colombia | 1954 |
| Fútbol Ecuatoriano    | Emelec            | Ecuador  | 1965 |

| Predecesor: Alfonso Novoa | Entrenador de la Selección de fútbol de Colombia 1938 | Sucesor: Roberto Meléndez |
| Predecesor: Rubén Lizada  | Entrenador del América de Cali 1948                   | Sucesor: Emilio Rubén     |
| Predecesor: Rafael Serna  | Entrenador del Atlético Nacional 1948 - 1951          | Sucesor: Ricardo Ruiz     |
| Predecesor: José Sáule    | Entrenador del Atlético Nacional 1954 - 1956          | Sucesor: Óscar Contreras  |

- Datos: Q206672
- Multimedia: Fernando Paternoster / Q206672